# Itimad-ud-Daula-Mausoleum

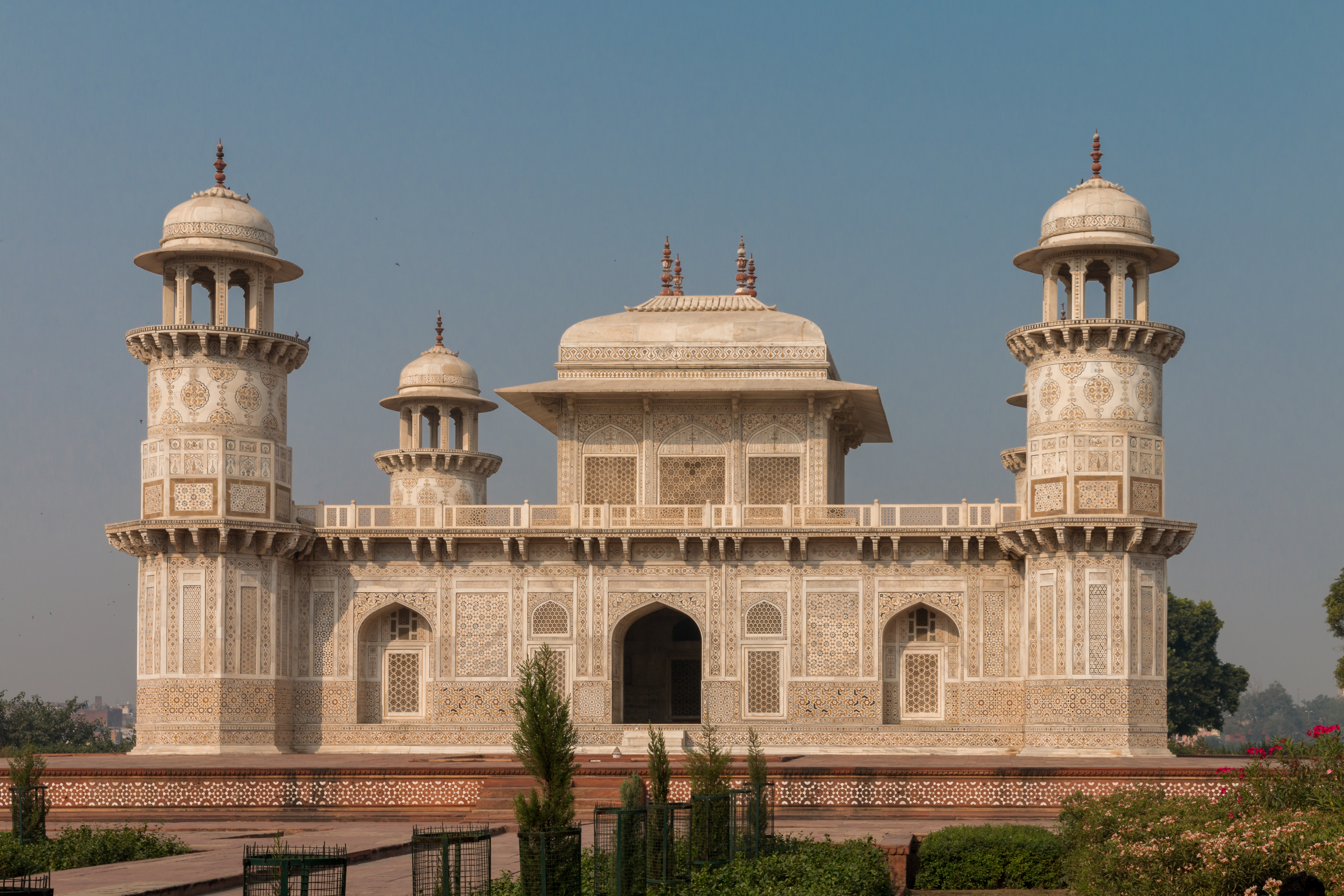
Mausoleum von Itimad-ud-Daula, Agra (Indien) vom Torbau aus gesehen

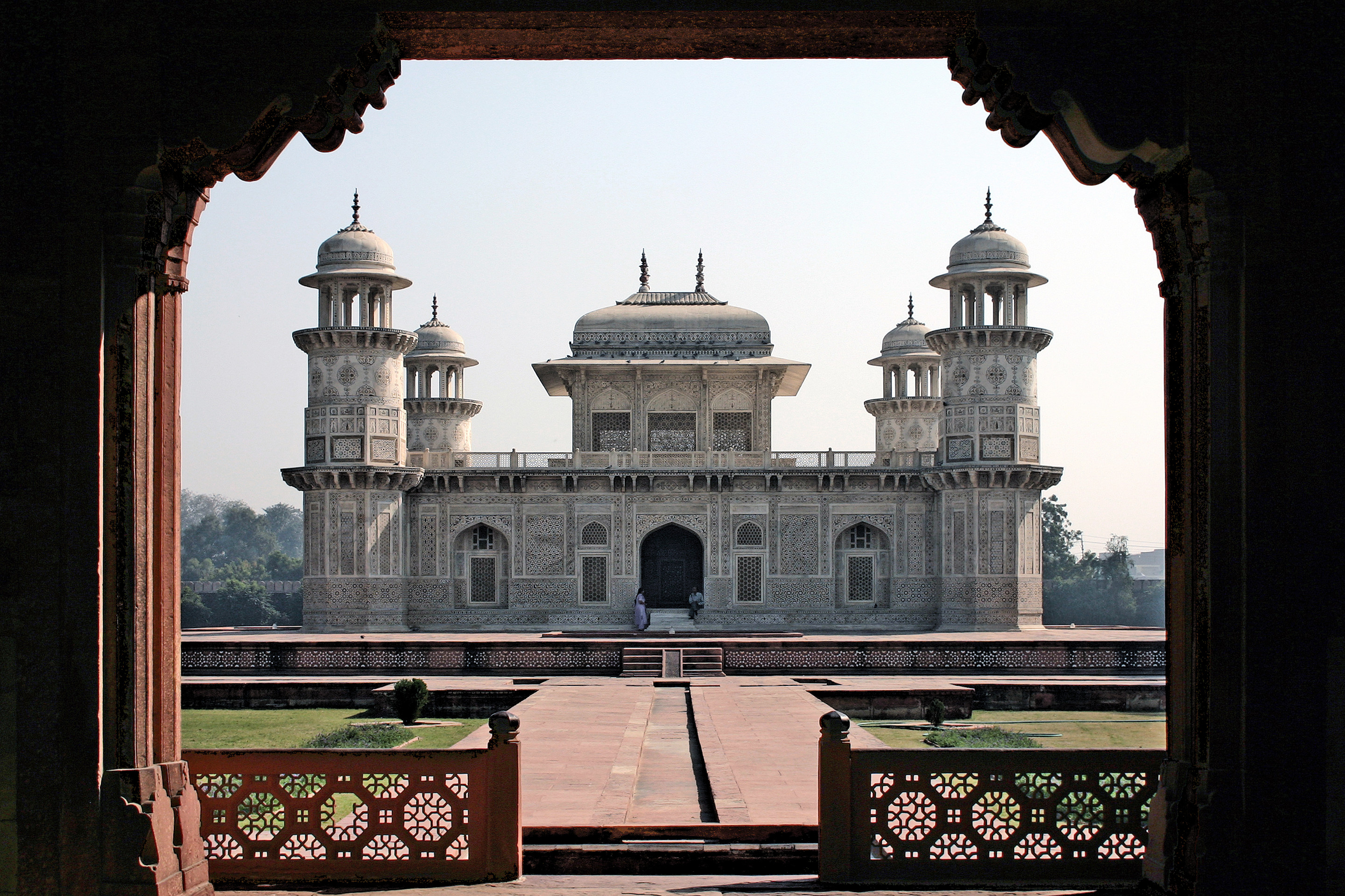
Mausoleum von Itimad-ud-Daula vom Naqqarkhana aus gesehen

Das Itimad-ud-Daula-Mausoleum wurde in den Jahren zwischen 1622 und 1628 von Nur Jahan, der Hauptfrau des Mogulherrschers Jahangir, für ihren Vater Mirza Ghiyas Beg errichtet. Dieser stammte aus Persien und erhielt wegen seiner Verdienste als Schatzmeister und später als Wesir des Reiches den Ehrentitel Itimad ud-Daula („Stütze des Staates“). Über seinen Sohn Abul Hasan Asaf Khan war Mirza Ghiyas Beg auch der Großvater von Mumtaz Mahal, der Frau des fünften Mogul-Herrschers Shah Jahan. Das vergleichsweise kleine, aber überaus kostbar ausgestattete Grabmal steht in Agra (Indien).

## Lage
Das Grabmal liegt inmitten einer – durch geradlinige Wege mit Wasserkanälen – viergeteilten Gartenanlage im persischen Stil (Char-Bagh) etwa drei Kilometer nordöstlich des alten Zentrums von Agra unmittelbar an der gegenüberliegenden Seite des Flusses Yamuna. An der Wahl des Ortes und der Anlage des Gartens war Mirza Ghiyas Beg noch selbst beteiligt.

## Geschichte
Der aus fünf Bauten bestehende Grabkomplex wurde in den Jahren zwischen 1622 und 1628 von Nur Jahan, der Tochter von Mirza Ghiyas Beg und Lieblingsfrau Jahangirs, errichtet. Nur Jahan war die Tante von Mumtaz Mahal, Shah Jahans geliebter Gemahlin. Nach dem Tod der Mutter Nur Jahans wurde diese an der Seite ihres Gatten beigesetzt und erhielt ein völlig gleich gestaltetes Kenotaph aus gelbem Marmor.

## Architektur
Der Grabkomplex ist – erstmals in der Mogul-Architektur – vollkommen zentralsymmetrisch angelegt; selbst die Moschee ordnet sich der stringenten Planung und dem einheitlichen Gesamtbild unter.

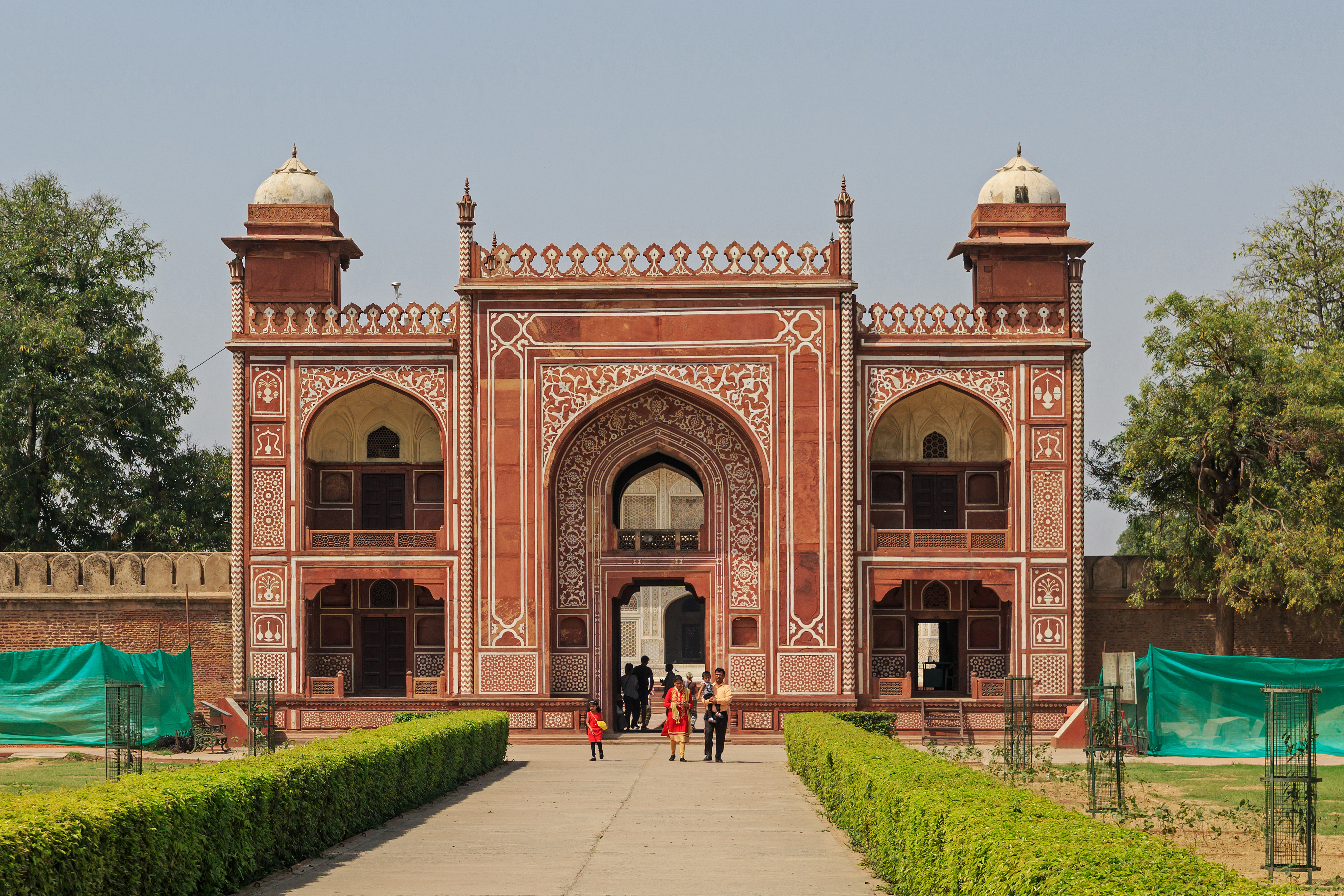
Torbau

### Torbau
Der mit roten Sandsteinplatten verkleidete Torbau orientiert sich sowohl in seinem Aufbau (großer Mittelbogen, vier seitliche Begleitemporen, aufgesetzte Chhatris, Zinnenkranz und kleine Türmchen) als auch in seinem Dekor (geometrische und florale Marmorintarsien) weitgehend an den Torbauten des Humayun-Mausoleums (um 1562–1570) in Delhi und des Akbar-Mausoleums (um 1605–1613) in Sikandra. Vom Torbau aus führt ein gegenüber dem Bodenniveau erhöhter und mit roten Sandsteinplatten gedeckter Weg in Richtung Mausoleum; in seiner Mitte verläuft ein geradliniger Wasserkanal.

### Mausoleum
Der eigentliche Grabbau steht nicht, wie dies nur wenige Jahre später beim Taj Mahal (um 1631–1648/1653) der Fall ist, unmittelbar am Flussufer, sondern im Zentrum einer viergeteilten Gartenanlage (Char-Bagh). Zum Schutz vor Überschwemmungen bei heftigen Regenfällen (Monsunregen) und vor freilaufenden Tieren, aber genauso als Zeichen seiner „erhöhten“ Bedeutung, liegt er auf einer doppelten Plattform.

#### Außenbau

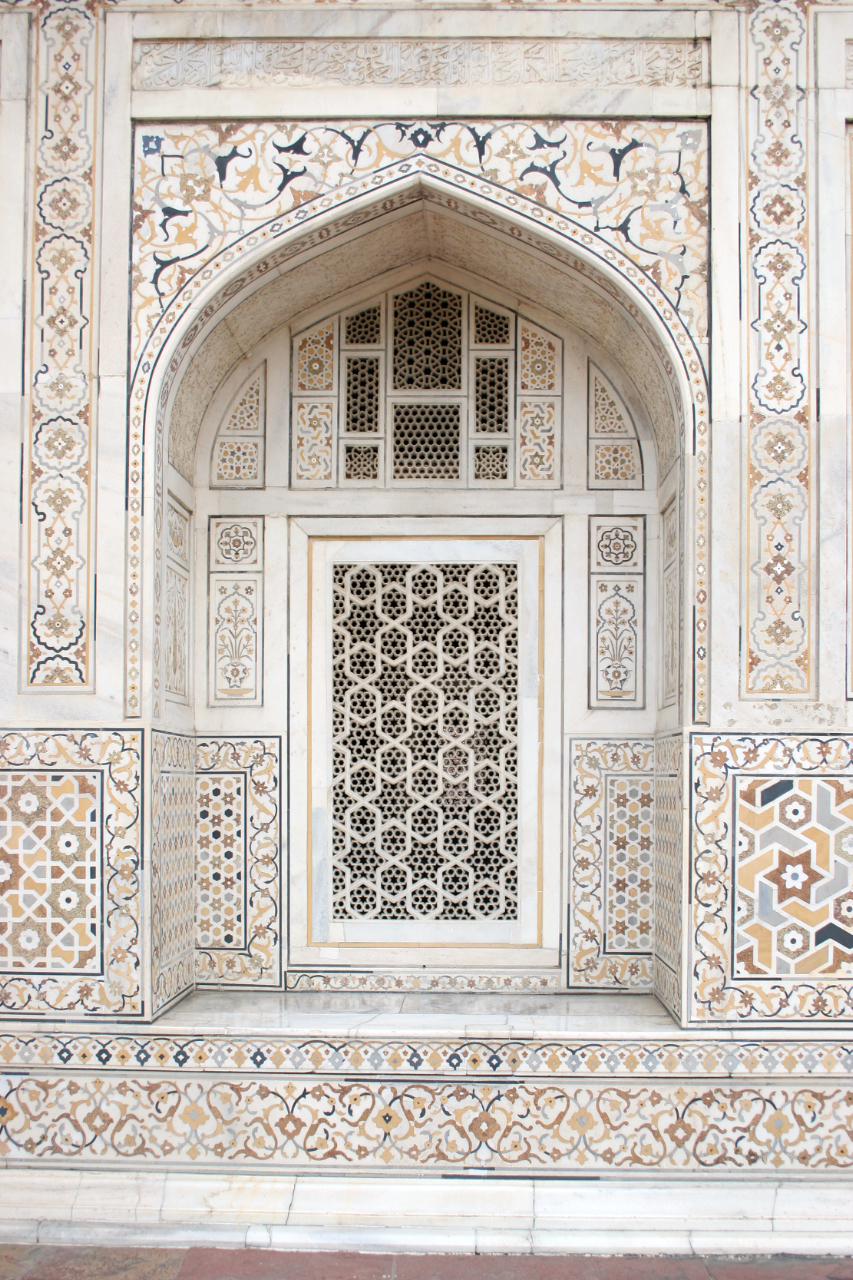
Geometrische und florale Einlegearbeiten aus farbigen Steinen überziehen den größten Teil der Außenwand und der Nischen; die Jali-Fenster enthalten eine Vielzahl von – potentiell unendlichen – geometrischen Motiven, vorwiegend jedoch Sterne und Sechsecke.

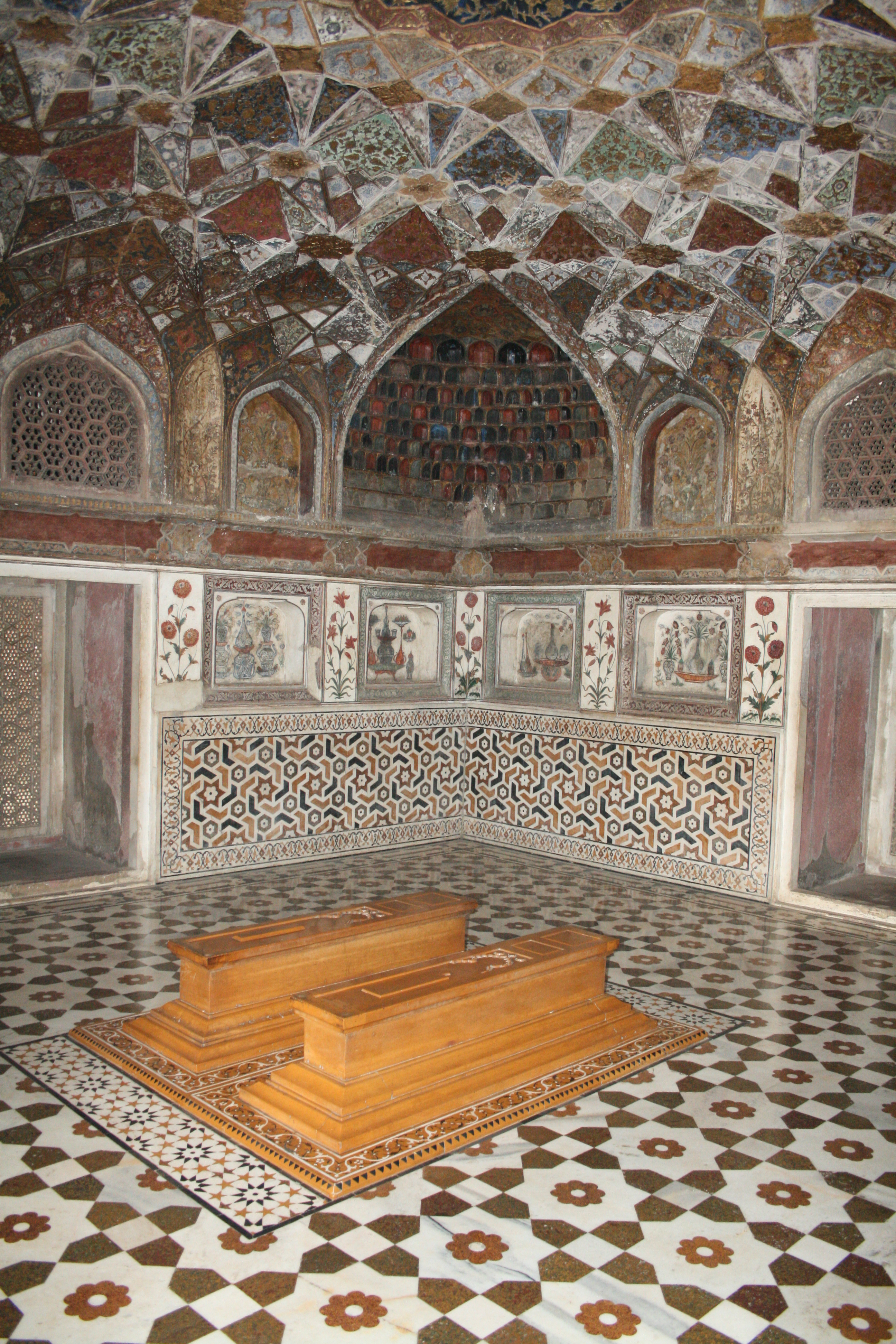
Der überreich mit Jali-Fenstern, Wandnischen, Steinintarsien, Stuckarbeiten und Malereien geschmückte Hauptraum beherbergt zwei gleich große Kenotaphe aus gelbem Marmor.

Das quadratische Mausoleum selbst hat eine Seitenlänge von etwa 25 Metern und ruht auf einer doppelten – im Vergleich zu den Herrschergräbern der Mogulzeit – jedoch eher klein dimensionierten und nur etwa 1 Meter gegenüber dem Wegniveau erhöhten Plattform von etwa 50 Metern Seitenlänge, die vollständig mit roten Sandsteinplatten ausgelegt ist. Die Front der oberen, nach außen leicht abfallenden Plattform ist mit einem geometrischen Muster aus roten Sandstein- und weißen Marmorintarsien geschmückt.
Der vollständig mit weißem Marmor verkleidete Grabbau selbst wird eingerahmt von vier mächtigen, aus den Ecken des Gebäudes hervortretenden und auf der Plattform aufruhenden turmartigen Minaretten mit sechseckigem Grundriss und mit Pavillons (chhatris) an der Spitze. Durch eine etwa zwei Meter auskragende umlaufende Brüstung wird optisch aber durchaus auch der Eindruck vermittelt, als ob die Minarette – vergleichbar dem Torbau von Akbars Mausoleum in Sikandra – auf dem Baukörper aufsitzen.
Das eigentliche Mausoleum wird – anders als die meisten Grabbauten Indiens – nicht von einer Kuppel überragt, sondern bekrönt von einem großen Pavillon mit weit ausladendem Dach, dessen Bauweise – ebenso wie das fünfte Stockwerk des Akbar-Mausoleums – der höfischen Palastarchitektur entlehnt ist. In diesem – überaus reich mit Steinintarsien und feinziselierten Jali-Fenstern ausgestatteten – Pavillon befinden sich zwei Kenotaphe Itimad-ud-Daulas und seiner Frau; der Fußboden ist, anders als im Erdgeschoss, reich mit floralen Motiven geschmückt und verweist – ebenso wie die Gartenanlage – auf das den Gläubigen vom Koran in Aussicht gestellte Paradies.
Bei der Annäherung an das Bauwerk wird deutlich, dass die gesamte Fläche der Außenwände mit geometrischen und floralen Einlegearbeiten aus kostbaren farbigen Steinen (Karneol, Jaspis, Onyx u. a.) in Pietra-dura-Technik geschmückt sind, so dass bei allem Dekor die weißen Marmorflächen kaum noch in Erscheinung treten – eine Wirkung, die von den durchlichteten Fenstergittern (Jalis) mit ihren potentiell unendlichen Ornamenten noch verstärkt wird.

#### Innenraum
Der Bau besteht aus einem zentralen Grabraum mit acht kleineren Nebenräumen. Der Hauptraum beherbergt – eine in der indo-islamischen Grabarchitektur bis dahin unbekannte aber im späteren Taj Mahal wieder aufgenommene Konstellation – die gleich großen Kenotaphe beider Eltern Nur Jahans (Itimad-ud-Daula und seiner Frau) inmitten eines mit geometrischen Sternmotiven bedeckten Fußbodens. Beide Kenotaphe bestehen aus seltenem gelbem Marmor und sind nicht wie im nur wenige Jahre späteren Jahangir-Mausoleum (um 1627–1637) in Lahore oder im Taj Mahal mit Steineinlegearbeiten dekoriert.
Die Sockelzone der Wände ist mit geometrischen Steinintarsien geschmückt; darüber befinden sich – sowohl in den Nischen als auch auf der Wandfläche – florale Malereien (Vasen oder Schalen mit Blumenbouquets, Weinkrüge etc.) in der Art von Stillleben. Weitere florale Malereien schmücken das Muqarnas-Gewölbe aus Stuck, welches in die eher flache Decke mit einem großen Sternmotiv in der Mitte überleitet.
Die kleinen, rechteckigen Wandnischen entstammen ursprünglich der Palastarchitektur und dienten dort zur Aufnahme von echten Blumenvasen, Duftfläschchen, Krügen, Bildern etc.; hier erscheinen sie erstmals auch im Innern eines Grabmonuments.

### Trommelhaus
Unmittelbar am Flussufer erhebt sich ein weiteres in Ausmaß, Aufbau und Dekor dem Torbau vergleichbares Gebäude aus rotem Sandstein, das Naqqarkhana (nach der Trommel Naqqara) genannt wird. In dessen Obergeschoss spielten Musiker auf Anordnung der Herrscherfamilie an besonderen Tagen und wohl gleichermaßen zur Ehre des Verstorbenen wie auch zur Unterhaltung der Besucher. Architektonisch interessant sind zwei seitlich auskragende Balkone, die in der Mogularchitektur ansonsten überwiegend bei Palastbauten (z. B. Fatehpur Sikri) vorkommen.
Noch heute ist der Bau ein beliebter Aufenthaltsort von Besuchern, weil seine Lage am Flussufer zumindest ein wenig angenehme Kühlung verspricht.

### Moschee
Zum Gesamtkomplex der Grabanlage gehört – wie später auch beim Taj Mahal – eine Moschee, in der die Gläubigen während der oft lange währenden Besuche ihre Gebete verrichten konnten.

### Dharamshala
Der Moschee gegenüber liegt eine Besucherherberge, in der sich vorwiegend die Frauen aufhielten. Beide Bauten sind in ihrer Architektur und ihrem Dekor dem Torbau vergleichbar, liegen jedoch – fast ein wenig versteckt – in den Randzonen der Anlage.

## Bedeutung
Das Mausoleum Itimad-ud-Daulas wurde – wie ursprünglich auch das Humayun-Mausoleum – an einem Flussufer errichtet und erinnert – auch mit dieser Lage (vgl. die Roten Forts von Delhi und Agra), der fehlenden Zentralkuppel, der weißen Marmorverkleidung und der luxuriösen Ausgestaltung – eher an einen kleinen, von einem Lustgarten umgebenen Palastbau als an ein Grabmonument.
Die Lage am Flussufer, die weiße Marmorverkleidung des Grabbaus und seine Steineinlegearbeiten weisen voraus auf den unbestrittenen Höhepunkt der Mogul-Architektur – das Taj Mahal. Die vier Minarette werden zunächst beim Jahangir-Mausoleum, kurze Zeit später dann auch beim Taj Mahal vollständig aus dem Baukörper heraustreten und in den Ecken der Plattform platziert werden.
Andere bedeutende Grabbauten der Mogulzeit sind Bibi-Ka-Maqbara in Aurangabad (um 1651–1661) und das Safdarjung-Mausoleum in Delhi (um 1753–1754).

## Film
- Itimad Ud Daula, le mausolée moghol. Dokumentarfilm, Frankreich, 2015, Buch und Regie: Richard Copans, Produktion: arte France, Reihe: Baukunst, 26:10 Min., (Baukunst – Das Itimad-ud-Daula Mausoleum in Agra. Youtube-Video)